# Scoriodyta suttonensis
Scoriodyta suttonensis är en fjärilsart som beskrevs av Peter Hättenschwiler 1989. Scoriodyta suttonensis ingår i släktet Scoriodyta och familjen säckspinnare. Inga underarter finns listade.